# 克劳斯·魏斯
克劳斯·魏斯（德語：Klaus Weiß，1944年11月20日—2000年6月8日），德国前男子手球运动员。他曾代表东德国家队参加1972年夏季奥林匹克运动会手球比赛，结果队伍获得第四名。